# Pokhari (Udayapur)
Pokhari (nep. पोखरी) – gaun wikas samiti we wschodniej części Nepalu w strefie Sagarmatha w dystrykcie Udayapur. Według nepalskiego spisu powszechnego z 2001 roku liczył on 533 gospodarstw domowych i 3031 mieszkańców (1494 kobiet i 1537 mężczyzn).